# Velutina prolongata
Velutina prolongata är en snäckart som beskrevs av Carpenter 1864. Velutina prolongata ingår i släktet Velutina och familjen Velutinidae. Inga underarter finns listade i Catalogue of Life.